# Île à Vache
Île à Vache (Kreyòl: Lilavach) is een eiland en stad en gemeente in de Caribische Zee, dat 10 kilometer van de zuidkust van Haïti ligt en deel uitmaakt van dat land. In de 17e eeuw verloor de piraat Henry Morgan een aantal schepen in de buurt van dit eiland. In de 19e eeuw mislukte het plan van een ondernemer uit de Verenigde Staten, Bernard Kock, om er een kolonie voor vrijgelaten slaven te stichten. Tegenwoordig worden er toeristische activiteiten ontplooid.
De gemeente heeft 15.400 inwoners en behoort tot het arrondissement Les Cayes in het departement Sud.

## Geografie
Île à Vache is 20 kilometer lang en 4 kilometer breed. Het eiland heeft een oppervlakte van ongeveer 46 km². Het westelijke gedeelte is tot 150 m hoog, met verschillende kleine moerassen in de valleien. Het oostelijke deel is moerassig, en heeft een lagune met een van de grootste mangrovebossen van Haïti.

## Indeling
De gemeente bestaat uit slechts één section communale:

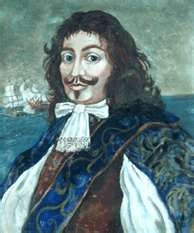
Kapitein Henry Morgan

| Nr. | Naam        | Km²   | Inw.2015 |
| --- | ----------- | ----- | -------- |
| 1   | Île à Vache | 45,96 | 15.399   |

## Henry Morgan
In 1669 deed de piraat Henry Morgan met tien schepen Île à Vache aan. Omdat de zeerovers juist twee Franse oorlogsschepen hadden veroverd, besloten ze een feest te vieren in de gemakkelijk toegankelijke Ferretbaai op dit eiland. Zij legden een vuur aan om een aantal varkens te roosteren. Het vuur veroorzaakte een explosie, die de boeg van Morgans vlaggenschip de Oxford afblies. Door de kracht van de explosie werd Morgan, die zich aan boord van het schip bevond, door het raam van zijn hut geblazen en kwam in de zee terecht. Hij overleefde het ongeluk. Het schip zonk, en nam de twee buitgemaakte Franse schepen, die eraan vastgebonden waren, mee de golven in.

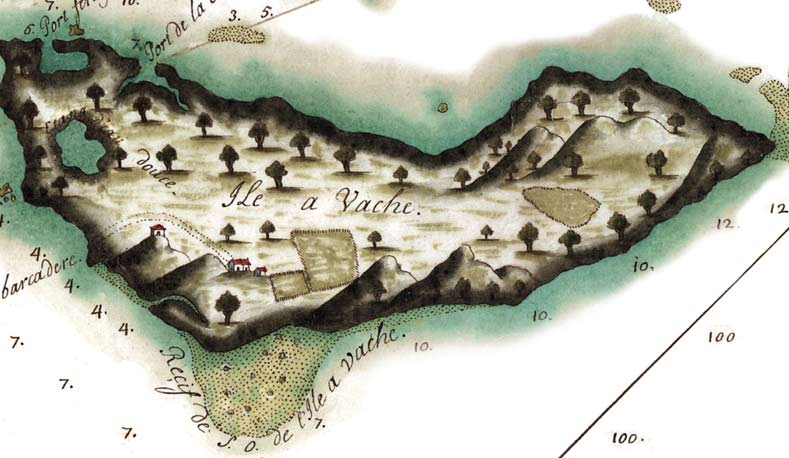
Kaart van Île a Vache, omstreeks 1700

Het schip, dat op maar 4 meter diepte ligt, is in 2004 gevonden door een team van onderzoekers. Zij werden begeleid door een ploeg van de Welshe televisiezender S4C, die van de vondst een documentaire gemaakt heeft. Of er nog buit aan boord ligt, is nog niet bekend.
In 1675 kwam Henry Morgan terug naar Île à Vache, waarschijnlijk om de buit van dit gezonken schip te bergen. Ook dit keer zonk zijn schip, de Jamaica, echter in de buurt van het eiland. Ditmaal kwam dat door een storm. Ook dit schip is door onderzoekers gevonden, die o.a. het anker, borden, en bronzen munten hebben opgedoken.
Op het eiland bevindt zich een dorp, Port Morgan, dat naar deze piraat genoemd is.

## Bernard Kock

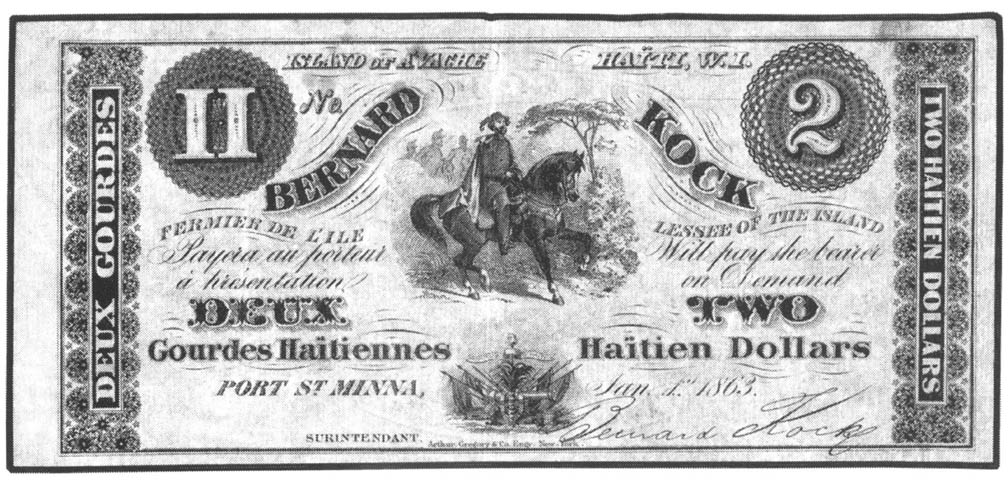
Bankbiljet van 2 Haïtiaanse dollars, uitgegeven door Bernard Kock

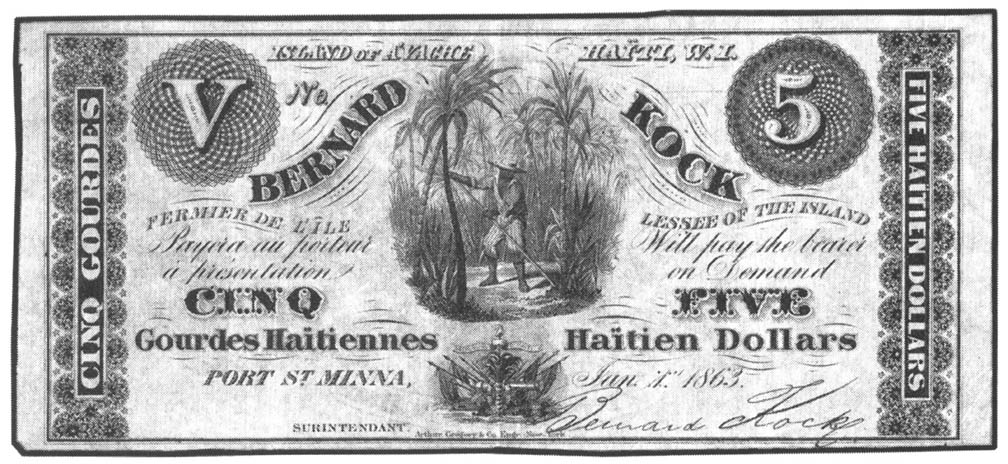
Bankbiljet van 5 Haïtiaanse dollars, uitgegeven door Bernard Kock

In 1862 bezocht de ondernemer Bernard Kock, die een katoenplantage had in Florida, de Wereldtentoonstelling in Londen. Toen hij daar twee balen katoen uit Haïti zag, was hij onder de indruk van de kwaliteit, en zag hij meteen zakelijke mogelijkheden. Hij was bovendien een overtuigd abolitionist, maar hij vond wel dat de slaven nadat ze waren vrijgelaten zinvol werk moesten hebben. Daarom vatte hij het plan op om met 5000 vrijgelaten slaven uit de Verenigde Staten het eiland Île à Vache te ontginnen, en daar katoen te verbouwen.
In dat jaar vertrok hij op 17 mei naar Haïti, waar hij op 3 juni aankwam in Jacmel. Vandaar trok hij te paard naar Port-au-Prince, waar hij hartelijk ontvangen werd door de president van het land, Fabre Geffrard. De onderhandelingen liepen echter moeilijk. Aan de ene kant zag de president wel iets in de komst van nog meer zwarte inwoners in het land, aan de andere kant aarzelde hij om een stuk van de Haïtiaanse bodem te verhuren aan een blanke.
Toch lukte het Kock op 8 augustus om een contract te tekenen, waarbij hij Île à Vache voor 10 jaar huurde, met het recht op een verlenging van nogmaals 10 jaar. De huursom was 3,5 gourde (ongeveer 0,35 dollar) per hectare. Hij moest binnen 6 maanden beginnen met zijn activiteiten, en op een aantal opzichters na moesten alle werknemers zwart zijn. Zij zouden meteen na aankomst genaturaliseerd worden als Haïtianen. Kock moest een percentage van al het hout dat hij op het eiland hakte, als een soort belasting afgeven. Het contract garandeerde verder dat hij bescherming had van de Haïtiaanse staat, en dat hij geen invoerrechten hoefde te betalen op de voorraden die hij invoerde.
In dezelfde periode had president Lincoln, die voorstander was van de afschaffing van de slavernij, het plan om "kolonies" te stichten in landen als Nieuw-Granada en Liberia waar de vrijgelaten slaven daar konden wonen en werken. Hij bood zelfs 50 dollar voor iedereen die een zwart persoon naar het buitenland meenam en hem daar werk gaf. Daarop vertrok Kock op 14 augustus naar New York, waar hij op 28 augustus aankwam. De Minister van Buitenlandse Zaken, William Seward, kreeg echter veel klachten van Midden-Amerikaanse regeringen die niets zagen in de komst van zo veel zwarten. Daarom hield hij Kock aan het lijntje.
Daarop ging Kock direct naar president Lincoln. Deze had eerst zijn twijfels over zijn oprechtheid. Hij vermoedde dat het Kock alleen om die 50 dollar te doen was die hij per persoon zou krijgen. Kock wist hem echter te overtuigen, en op 31 december beloofde de president dat hij over zijn plan na zou denken. Een dag later, op 1 januari 1863, ondertekende Lincoln echter de Emancipatieproclamatie, waar geen woord over dit koloniën-plan in stond.
Teleurgesteld vertrok Kock naar Washington. Daar lukte het hem om een aantal zwarten te vinden die geïnteresseerd zouden zijn om naar Haïti te vertrekken. Terug in New York vond hij drie financiers die beloofden $ 70.000 in zijn project te zullen steken. Op basis van deze belofte charterde Koch het Britse schip de Ocean Ranger, en bracht hiermee op 13 april 1863 500 mensen naar Île à Vache. Een aantal van hen werd aan boord ziek door de pokken. Daarom richtte Kock na aankomst een klein noodhospitaal op.
Kock sloot met de arbeiders een contract van 4 jaar af tegen een loon van $ 0,16 per dag, kost inbegrepen. Hij drukte hiervoor speciale gourde-biljetten, waarop de tekst Island of A'Vache en zijn naam Bernard Kock te lezen staat. Deze waren inwisselbaar tegen de normale Haïtiaanse gourdes.
De financiers kwamen hun belofte echter niet na. Zij betaalden nog wel een beginbedrag, in de hoop een deel te kunnen opstrijken van de beloofde $ 50 per persoon. Deze beloning bleef echter uit, omdat de regering bleef twijfelen aan de goede bedoelingen van Koch. Daarop stuurden de financiers nauwelijks geld of voorraden meer naar het eiland. De arbeiders kwamen hierdoor in opstand, waardoor Koch de hulp van 15 Haïtiaanse soldaten moest inroepen. Aan de andere kant stelden de financiers steeds hogere eisen, waar Koch zonder geld en goederen niet aan kon voldoen.
Uiteindelijk is het contract afgebroken. Op 22 december 1863 stuurde president Lincoln een schip naar Haïti om de overgebleven 453 arbeiders terug naar de Verenigde Staten te brengen.

## Moderne tijd
Er worden toeristische activiteiten ontwikkeld op het eiland. Het heeft een kleine haven, dat vooral gebruikt wordt door de pleziervaart.